# Reep verLoren van Themaat

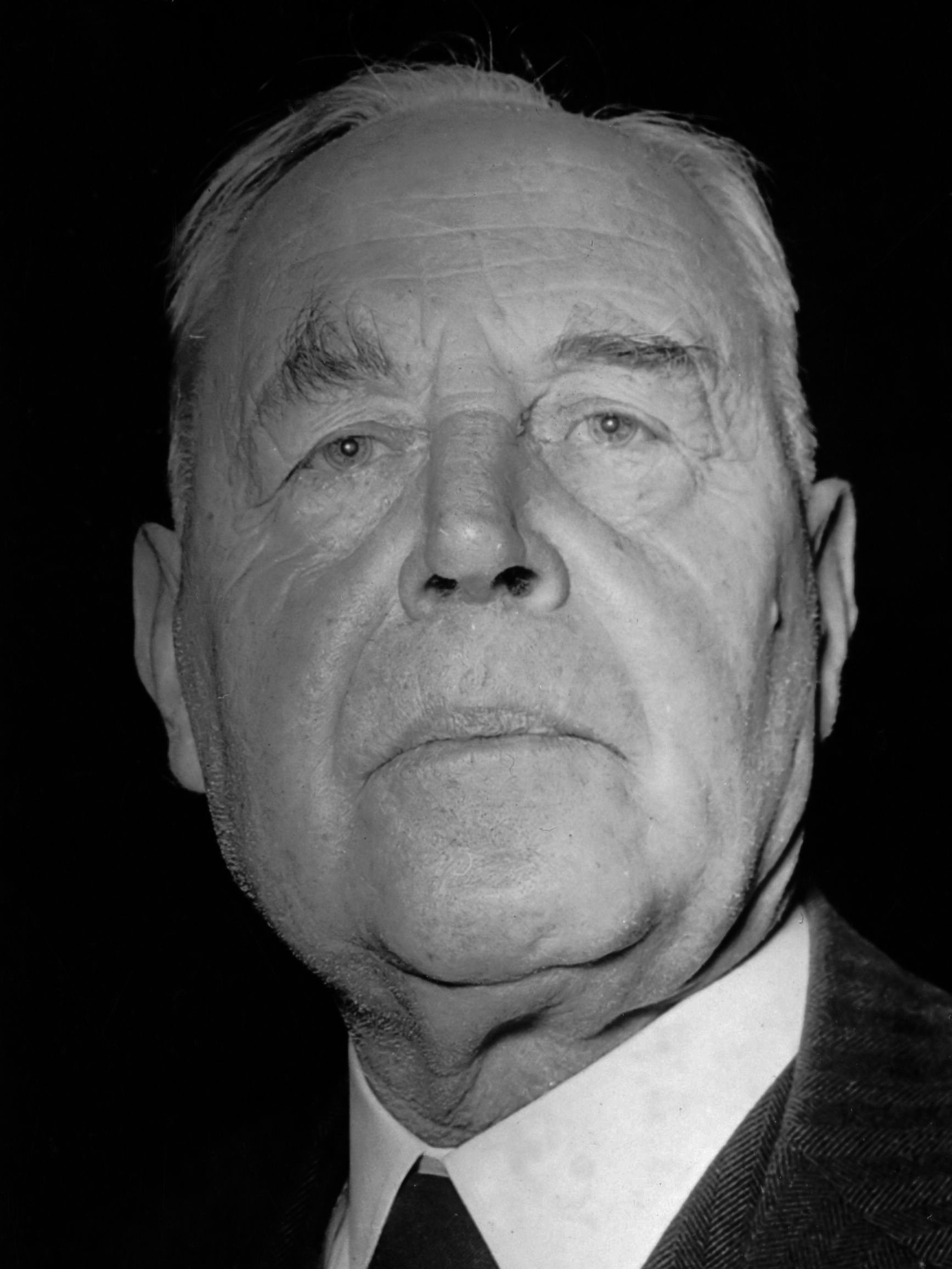
Reep verLoren van Themaat (1953)

Reep verLoren van Themaat (Warnsveld, 1 september 1882 - Nijmegen, 20 oktober 1982) was een Nederlands civiel ingenieur.

## Biografie
VerLoren ging na de HBS naar Delft waar hij in 1908 afstudeerde. Daarna vertrok hij naar de Verenigde Staten om te gaan werken bij J.A.L. Waddell van Waddell & Harrington, bekend als bruggenbouwers, in Kansas City (Missouri). Na terugkeer naar Nederland in 1910 ging hij werken bij de Rotterdamse Gemeentewerken.
In 1918 informeerde zijn schoonvader hem over een vacante plaats als compagnon bij Ingenieursbureau v/h J. van Hasselt & De Koning (het latere Haskoning); de functie kreeg hij per 1 mei 1918 en hij zou dat blijven tot zijn afscheid op 31 december 1963. Bij het bedrijf zou hij zich onmiddellijk gaan bezighouden met de bouw van gemalen en bruggen. Over bruggen zou hij ook verschillende malen publiceren.
Hij bekleedde verschillende bestuursfuncties: lid van het College van Curatoren van de Technische Hogeschool in Delft, voorzitter van de Orde van Nederlandse Raadgevende Ingenieurs (ONRI), bestuurslid van Netherlands Engineering Consultants (NEDECO), lid van de Raad van Waterhuishouding, lid van de Zuiderzeeraad en de Delta Commissie, lid van de Raad van Arbitrage Bouwbedrijven en bestuurslid van de Stichting Waterloopkundig Laboratorium te Delft.

#### Foto's

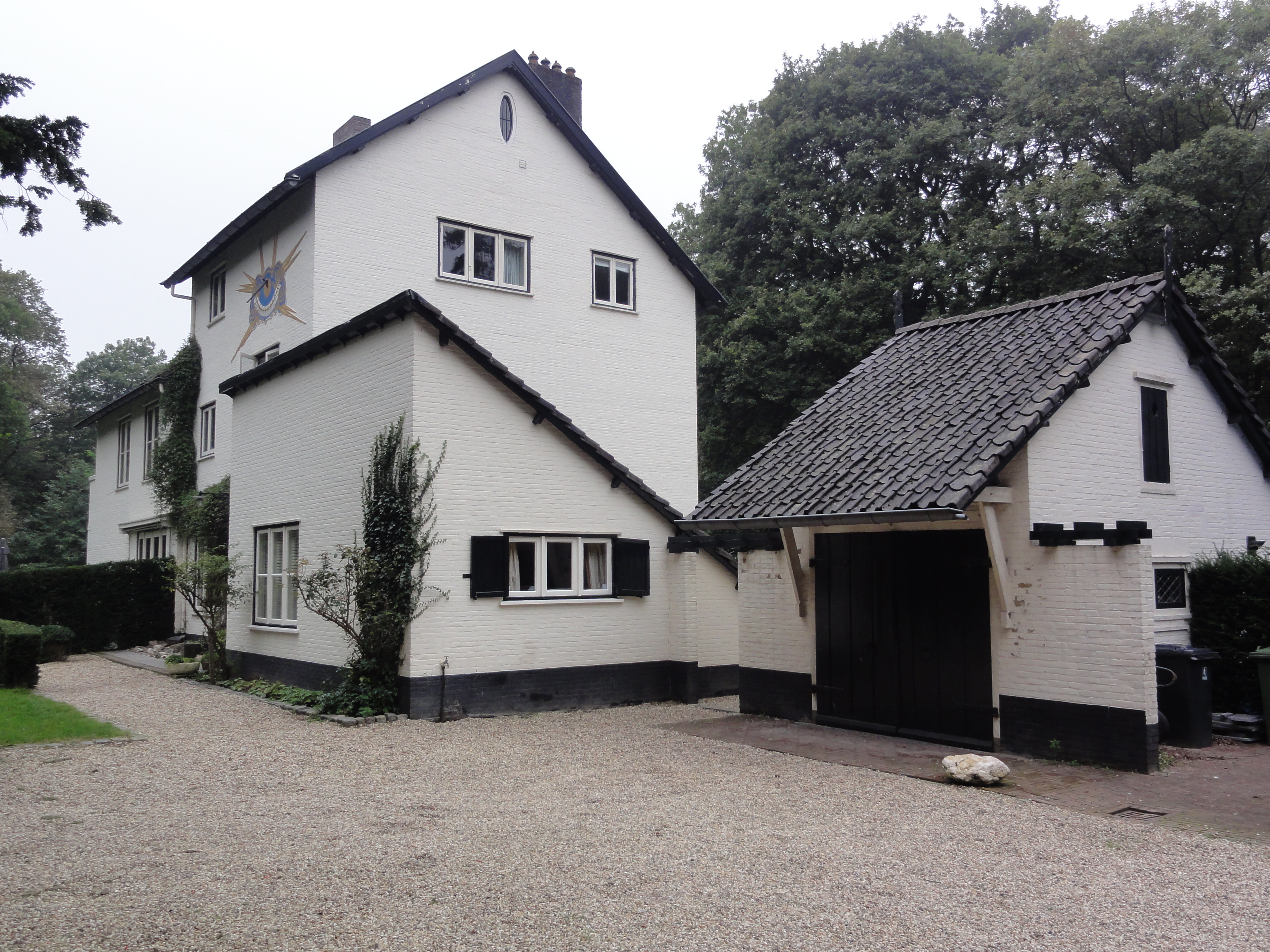
Woning aan de Eversweg, Nijmegen (ontwerp samen met Granpré Molière)
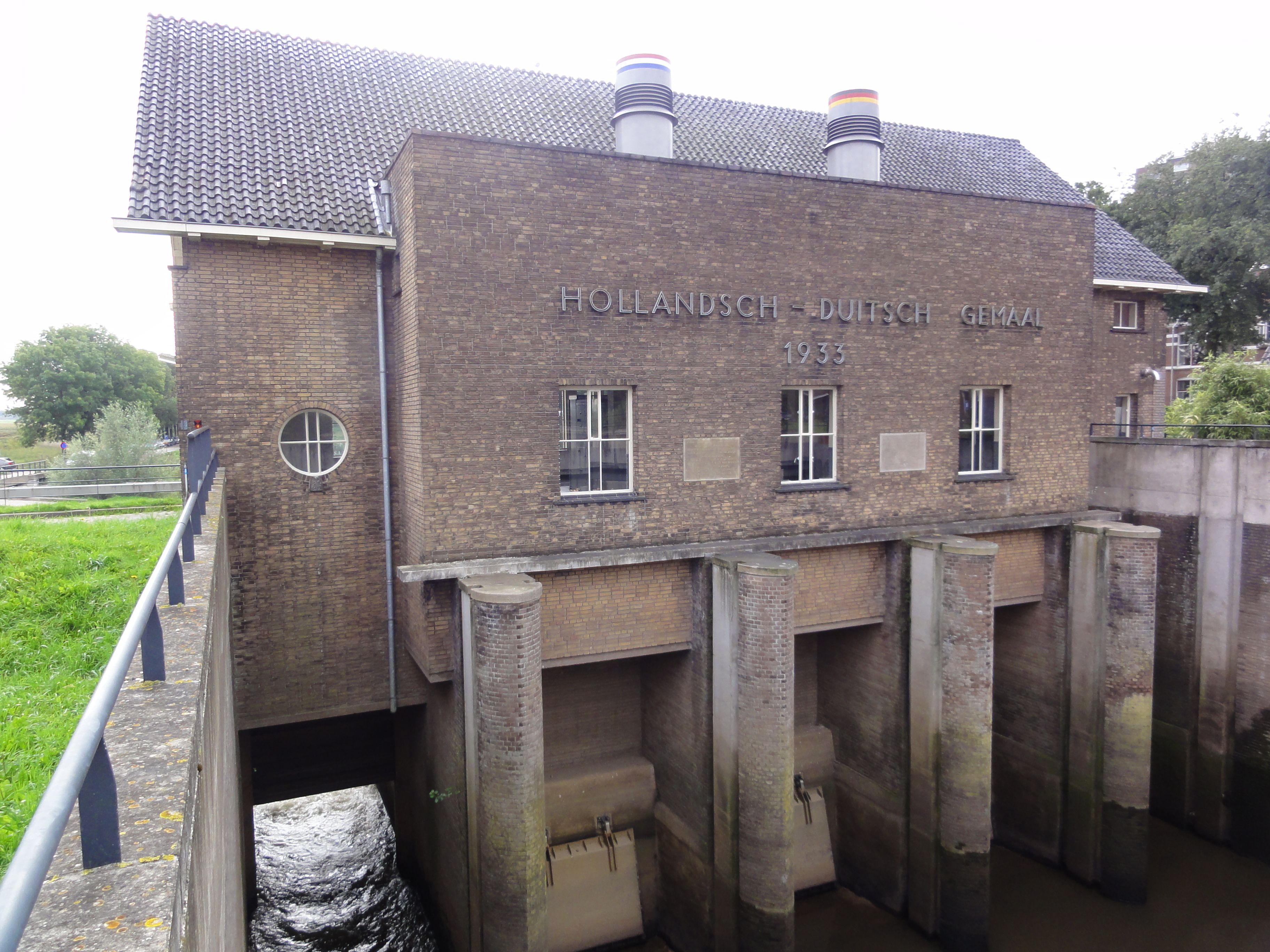
Hollandsch-Duitsch gemaal (ontwerp samen met Granpré Molière)
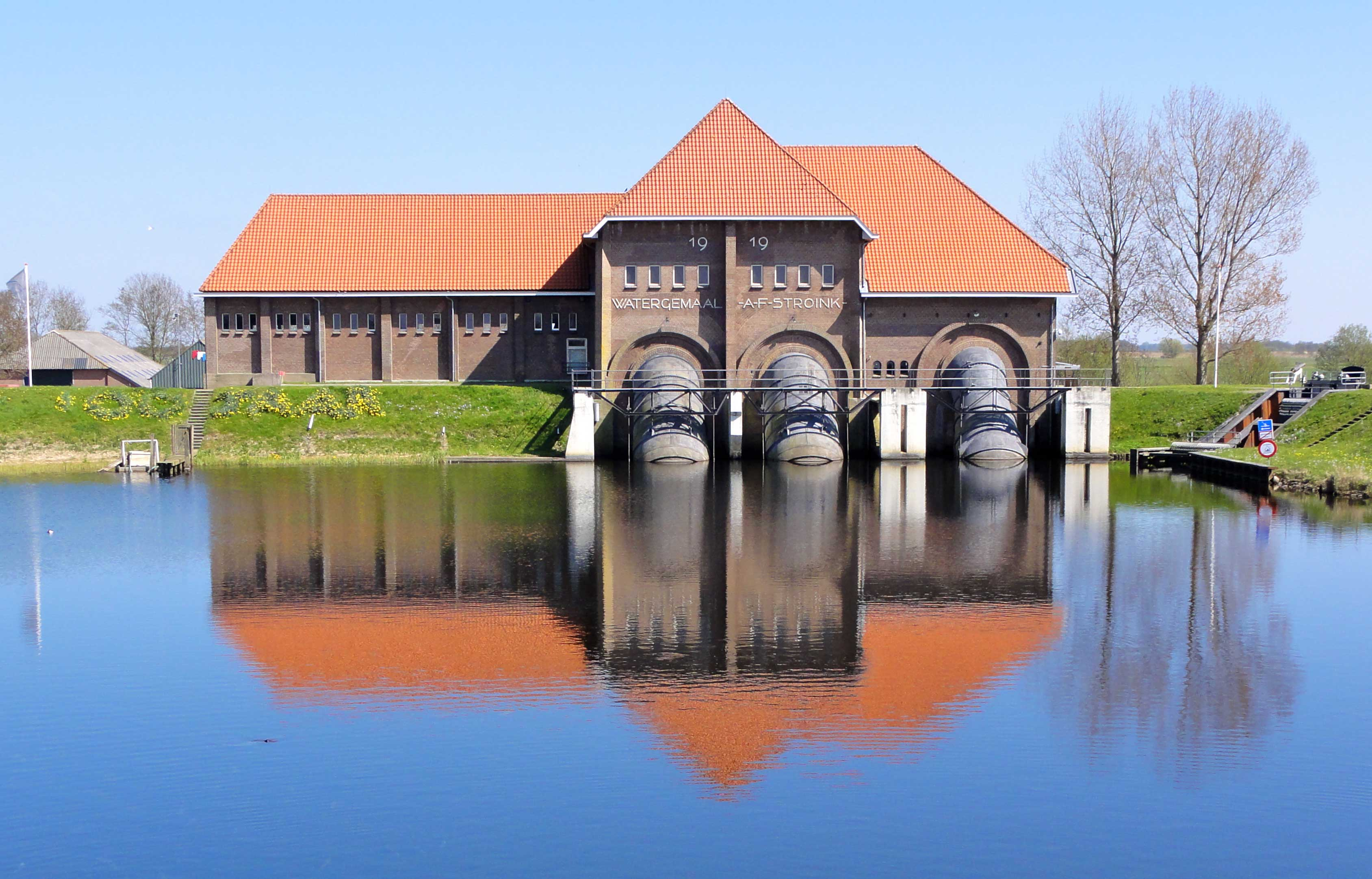
Watergemaal A.F. Stroink (ontwerp bureau Hasselt & De Koning)

### Nevenwerkzaamheden
VerLoren was naast zijn werk ook elders maatschappelijk actief: hij was president-kerkvoogd van de hervormde gemeente van Nijmegen, lid van het Curatorium van het Stedelijk Gymnasium te Nijmegen, voorzitter van de Rotary Club, dagelijks bestuurslid van het Gelders Landschap en voorzitter van de Nijmeegse Vereniging voor Natuurschoon.

### Waardering
VerLoren werd in 1948 benoemd tot ridder in de Orde van Oranje-Nassau en kreeg in 1964 de zilveren erepenning van de stad Nijmegen. In 1964 besloot het Waterschap van de Oude IJssel het sluis- en stuwcomplex in Doesburg naar hem te noemen: "ir. VerLoren van Themaat".

### Familie
VerLoren was lid van de familie Verloren en een zoon van rechter mr. Joan Philip verLoren van Themaat (1840-1890) en Hester Geertruid Kronenberg (1848-1930). Hij was een broer van Hein verLoren van Themaat (1874-1966), later hoogleraar in Zuid-Afrika. Hij trouwde in 1913 met Hillegonda Maria (Hilda) Leemans (1888-1920), dochter van directeur-generaal van de Rijkswaterstaat, ir. W.F. Leemans; uit dit huwelijk werden vier zonen geboren, onder wie Pieter verLoren van Themaat. Hij hertrouwde in 1925 met Lilly Fentener van Vlissingen (1887-1980); uit dit huwelijk werden drie kinderen geboren.
- Biografisch Portaal: 55177846
- Gemeinsame Normdatei: 1076178111
- Nederlandse Thesaurus van Auteursnamen: 06803783X
- Virtual International Authority File: 317278252
- WorldCat: E39PBJtcFkGxRWpYJkGKVrQrMP